# Handball-Oberliga Hamburg/Schleswig-Holstein 2022/23
Die Handball-Oberliga Hamburg/Schleswig-Holstein 2022/23 wurde unter dem Dach der Handballverbände Hamburg und Schleswig-Holstein organisiert. Sie ist die höchste Spielklasse des Verbundes und wird hinter der 3. Liga als vierthöchste Spielklasse im deutschen Ligensystem eingestuft.

## Saisonverlauf
Die Handball-Oberliga Hamburg – Schleswig-Holstein 2022/23 war die dreizehnte Ausspielung der Handball-Ligasaison.

### Modus
Vierzehn Mannschaften spielten eine Vor-, Auf und Abstiegsrunde. Nach Abschluss der daraus resultierenden Spieltage stieg der Meister in die 3. Liga auf, während die letzten drei Mannschaften in die Verbandsligen absteigen mussten. Der Modus war für Männer und Frauen gleich.

## Teilnehmer
Nicht mehr dabei waren die Auf- und Absteiger der Vorsaison. Neu hinzu kamen die Absteiger (A) aus der 3. Liga und Aufsteiger (N) aus den Verbandsligen.

### Abschlussplatzierungen

Handballverband Hamburg

Handballverband Schleswig-Holstein

| Männer  1. HSG Eider Harde (A) - 2. HG Hamburg-Barmbek (A) - 3. TSV Ellerbek - 4. TSV Hürup - 5. Handball Sport Verein Hamburg 2 (N) - 6. HSG Schülp/Westerrönfeld/Rendsburg - 7. AMTV Hamburg - 8. TSV Kronshagen - 9. THW Kiel 2 - 10 HSG Marne/Brunsbüttel - 11 SG Flensburg-Handewitt 2  12 TSV Sieverstedt (N)  13. FC St. Pauli  14 HSG Tarp-Wanderup | Frauen  1. HT Norderstedt - 2. Bredstedter TSV - 3. HL Buchholz 08-Rosengarten 2 (N) - 4. TSV Altenholz (A) - 5. ATSV Stockelsdorf - 6. HG Owschlag-Kropp-Tetenhusen (A) - 7. SG Hamburg-Nord - 8. FC St. Pauli - 9. HSG Eider Harde (N) - 10 Preetzer TSV - 11 Slesvig IF - 12 HSG Fockbek/Nübbel/Alt Duvenstedt  13 AMTV Hamburg  14 TSV Ellerbek  15 HSG Holstein Kiel/Kronshagen |

(A) = Absteiger aus der 3. Liga (N) = neu in der Liga
  Meister und Aufsteiger zur 3. Liga 2023/24
- Für die Oberliga 2023/24 qualifiziert